# Феврония Низибийская
Февро́ния (др.-греч. Φεβρωνία) — святая дева, мученица из Низибии. День памяти — 8 июля (по григорианскому календарю), 12 февраля или 25 июня (по Юлианскому календарю).
Святая Феврония, известная также как Феврония Севастийская, была монахиней в Низибии, что в Месопотамии. Она была подвергнута гонениям при Диоклетиане, который предложил ей свободу, если она откажется от веры и выйдет замуж за его племянника, Лисимаха, который пребывал на пути к вере. Св. Феврония отказалась, за что была подвергнута пыткам, изувечена и умучена. Лисимах, видя её страдания, уверовал.
Св. Феврония — одна из 140 святых, чьи статуи украшают колоннаду площади Святого Петра. Она известна как святая дева-мученица.